# Duncan McGregor
Pour les articles homonymes, voir McGregor.

a Compétitions nationales et continentales officielles uniquement.

b Matchs officiels uniquement.
Duncan McGregor, né le 16 juillet 1881 à Kaiapoi (Nouvelle-Zélande) et mort le 11 mars 1947 à Timaru (Nouvelle-Zélande), est un joueur de rugby à XV qui a joué avec l'équipe de Nouvelle-Zélande. Il évolue au poste d'ailier.  

## Carrière
Il a disputé son premier test match avec l'équipe de Nouvelle-Zélande le 15 août 1903 contre l'Australie. C'est aussi le premier test match joué par la Nouvelle-Zélande : il se déroule le 15 août 1903 contre l'équipe d’Australie au Sydney Cricket Ground, les Néo-zélandais l'emportent par 22-3. Son dernier test match a lieu contre le pays de Galles, le 16 décembre 1905. 
Il participe à la tournée des Originals, équipe représentant la Nouvelle-Zélande en tournée en Grande-Bretagne en 1905, en France et en Amérique du Nord en 1906, il a marqué quatre essais en test-match contre l'Angleterre. Il a marqué 66 essais lors de 59 matchs de haut niveau. Il a terminé sa carrière en jouant au rugby à XIII.
Il participe à la tournée en Grande-Bretagne organisée en 1907 par Albert Henry Baskerville, selon les règles de la Rugby Football League. L'équipe est surnommée All Gold par la presse néo-zélandaise, faisant une infidélité au surnom All Black. Elle compte comme Originals, Massa Johnston, Bronco Seeling et Bill Mackrell. 

## Statistiques en équipe nationale
- 4 sélections avec l'Équipe de Nouvelle-Zélande de rugby à XV
- 18 points, 6 essais
- Sélection par année : 1 en 1903, 1 en 1904, 2 en 1905
- Nombre total de matchs avec les All Blacks : 31